# 肥料の品質の確保等に関する法律
肥料の品質の確保等に関する法律（ひりょうのひんしつのかくほとうにかんするほうりつ、昭和25年5月1日法律第127号）は、肥料の生産等に関する規制を行うことにより、肥料の品質等を確保するとともに、その公正な取引と安全な施用を確保し、もって農業生産力の維持増進に寄与するとともに、国民の健康の保護に資することに関する日本の法律である。制定時の題名は、肥料取締法。
自らが使用するために生産、輸入する場合は、登録や届出の必要はないが、無料であっても、他者に譲渡する場合は、登録や届出が必要となる。

## 主務官庁
- 農林水産省消費・安全局農産安全管理課肥料検査指導班[2]

## 概説
「肥料」とは、植物の栄養に供すること又は植物の栽培に資するため土じように化学的変化をもたらすことを目的として土地にほどこされる物及び植物の栄養に供することを目的として植物にほどこされる物をいう（第2条1項）。「特殊肥料」とは、農林水産大臣の指定する米ぬか、堆肥（たいひ）その他の肥料をいい、「普通肥料」とは、特殊肥料以外の肥料をいう（第2条2項）。
農林水産大臣は、普通肥料の種類ごとに「公定規格」を定め、含有すべき主成分の最小量又は最大量、含有を許される植物にとつての有害成分の最大量、その他必要な事項を設定する（第3条）。
普通肥料を業として生産しようとする者は、その銘柄ごとに、区分に従って、農林水産大臣または生産する事業場の所在地を管轄する都道府県知事の登録を受けなければならない（第4条）。農林水産省令で定める「指定配合肥料」については、この限りでない（第4条）。都道府県の区域を超えない区域を地区とする農業協同組合その他政令で定める者（「農業協同組合等」）、普通肥料を業として輸入しようとする者について、別途規程がある。普通肥料には、「生産業者保証票」又は「輸入業者保証票」を添付しなければならない（第18条）。
特殊肥料の生産業者又はその輸入業者は、その事業を開始する2週間前までに、その生産する事業場の所在地又は輸入の場所を管轄する都道府県知事に、届け出なければならない（第22条）。特殊肥料のうち、政令で定める種類のものについて、表示の基準となるべき事項を定め、告示する（第22条）。
農林水産大臣又は都道府県知事は、肥料の取締り上必要があると認めるときは、立入検査等ができる（第30条）。
罰則は、違反や虚偽の内容により、
- 3年以下の懲役若しくは100万円以下の罰金に処し、又はこれを併科する（第36条）
登録を受けずに、業として普通肥料を生産した者[2]
- 1年以下の懲役若しくは50万円以下の罰金に処し、又はこれを併科する（第37条）
届出を行わないで業として肥料を販売した者、及び届出を行わないで業として特殊肥料を生産した者[2]
- 50万円以下の罰金に処する（第38条）
- 30万円以下の罰金に処する（第39条）

と変化する。

## 最近の改正
2000年（平成12年）10月1日から、特殊肥料のうち、消費者が購入に際し品質を識別することが著しく困難であり、施用上品質を識別することが必要な肥料として、「堆肥」と「動物の排せつ物」について、「特殊肥料の品質表示基準」に基づく品質表示が義務づけられた。
2019年（令和元年）12月4日に、肥料取締法の一部を改正する法律（令和元年法律第六二号）が公布され、主な内容は題名を「肥料の品質の確保等に関する法律」に改正し、2020年（令和2年）12月1日に施行。